# Mammillaria linaresensis
Mammillaria linaresensis är en kaktusväxtart som beskrevs av R. Wolf och F. Wolf. Mammillaria linaresensis ingår i släktet Mammillaria och familjen kaktusväxter. Inga underarter finns listade i Catalogue of Life.